# Lincoln Village (Ohio)
Lincoln Village és una concentració de població designada pel cens dels Estats Units a l'estat d'Ohio. Segons el cens del 2000 tenia 9.482 habitants.

## Demografia
Segons el cens del 2000, Lincoln Village tenia 9.482 habitants, 4.013 habitatges, i 2.524 famílies. La densitat de població era de 1.957,8 habitants/km².
Dels 4.013 habitatges en un 27,6% hi vivien nens de menys de 18 anys, en un 43,4% hi vivien parelles casades, en un 13,8% dones solteres, i en un 37,1% no eren unitats familiars. En el 30,8% dels habitatges hi vivien persones soles el 13,1% de les quals corresponia a persones de 65 anys o més que vivien soles. El nombre mitjà de persones vivint en cada habitatge era de 2,35 i el nombre mitjà de persones que vivien en cada família era de 2,92.
Per edats la població es repartia de la següent manera: un 23,5% tenia menys de 18 anys, un 8,6% entre 18 i 24, un 30,2% entre 25 i 44, un 23% de 45 a 60 i un 14,8% 65 anys o més.
L'edat mediana era de 37 anys. Per cada 100 dones de 18 o més anys hi havia 89,8 homes.
La renda mediana per habitatge era de 33.791 $ i la renda mediana per família de 41.110 $. Els homes tenien una renda mediana de 31.539 $ mentre que les dones 26.158 $. La renda per capita de la població era de 16.886 $. Aproximadament el 9,3% de les famílies i el 12% de la població estaven per davall del llindar de pobresa.

## Poblacions properes
El següent diagrama mostra les poblacions més properes.